# (684) Hildburg
(684) Hildburg – planetoida z pasa głównego asteroid okrążająca Słońce w ciągu 3 lat i 290 dni w średniej odległości 2,43 j.a. Została odkryta 8 sierpnia 1909 roku w Landessternwarte Heidelberg-Königstuhl w Heidelbergu przez Augusta Kopffa. Nazwa planetoidy pochodzi od germańskiego imienia, została zainspirowana literami oznaczenia asteroidy [1909 HD] w imieniu HilDburg. Przed jej nadaniem planetoida nosiła oznaczenie tymczasowe (684) 1909 HD.